# Kwame Brathwaite
Kwame Brathwaite (Nova Iorque, 1 de janeiro de 1938 – 1 de abril de 2023) foi um fotógrafo norte-americano conhecido por documentar a vida e a cultura no Harlem.

## Vida e obra
Kwame Brathwaite trabalhava com fotografia documental, nasceu e foi criado na cidade de Nova Iorque e narrou os desenvolvimentos culturais, políticos e sociais do Harlem. Com seu irmão mais velho Elombe Brath, Brathwaite fundou a African Jazz Art Society and Studios em 1956 e a Grandassa Models em 1962.

## ConcursosNaturally
Em 28 de janeiro de 1962, junto com seu irmão Elombe Brath, Brathwaite organizou o desfile Naturally 62, o primeiro de uma série de concursos de beleza a apresentar apenas modelos negras. O concurso de 1962 se chamou The Original African Coiffure and Fashion Extravaganza Designed to Restore Our Racial Pride & Standards. Realizado no Harlem Purple Manor, uma casa noturna na rua 125, ajudou a popularizar a frase "Black is beautiful" que foi impressa no pôster do desfile. Os desfiles Naturally duraram cinco anos, com o último sendo realizado em 1966.
Nos anos 1960, seu trabalho também apareceu no New York Amsterdam News, The City Sun, e The Daily Challenge. Ele fotografou concertos de Stevie Wonder, Bob Marley, James Brown, e Muhammad Ali.

## Exposições
- Black Is Beautiful: The Photography of Kwame Brathwaite, organizado pela Aperture Foundation (2019)[14]
- Icons of Style: A Century of Fashion Photography, Museu de Belas Artes, Houston (2019)[15]
- Tools of Revolution: Fashion Photography and Activism, Houston Center for Photography (2020)[16]
- The Struggle Continues, Victory is Certain, Philip Martin Gallery (2020)[17]
- Facing Forward: Photographic Portraits from the Collection, Museu de Arte de Santa Bárbara (2021)[18]
- Changing Times, Philip Martin Gallery (2021)[19]
- My Village/New York, Philip Martin Gallery (2022)[20]